# 拉蒙·丰斯特
拉蒙·丰斯特·塞贡多（西班牙語：Ramón Fonst Segundo，1883年7月31日—1959年9月9日），古巴男子击剑运动员。他参加了1900年、1904年和1924年夏季奥运会击剑比赛，共获得4枚金牌和1枚银牌。